# Amphoe Uthumphon Phisai
Amphoe Uthumphon Phisai (in Thai อำเภอ อุทุมพรพิสัย) ist ein Landkreis (Amphoe – Verwaltungs-Distrikt) im Westen der Provinz Si Sa Ket. Die Provinz Si Sa Ket liegt in der Nordostregion von Thailand, dem so genannten Isan.

## Geographie
Amphoe Uthumphon Phisai grenzt an die folgenden Distrikte (von Norden im Uhrzeigersinn): an die Amphoe Rasi Salai, Mueang Si Sa Ket, Wang Hin, Prang Ku, Huai Thap Than, Mueang Chan, Pho Si Suwan und Bueng Bun. Alle Amphoe liegen in der Provinz Si Sa Ket.

## Wirtschaft
Im Landkreis werden im Rahmen der One-Tambon-One-Product-Initiative (OTOP) zahlreiche prämierte Produkte aus Baumwolle und Matmi-Seide hergestellt.

## Geschichte
Die Geschichte des Distrikts geht zurück auf Mueang Uthumphon Phisai, welche 1911 zum Amphoe Phachim Si Sa Ket (อำเภอ ปจิมศีร์ษะเกษ) wurde. 1913 wurde der Name zurück in Uthomphon Phisai geändert. Das Verwaltungsgebäude befand sich in Ban Samrong Yai, Tambon Samrong.

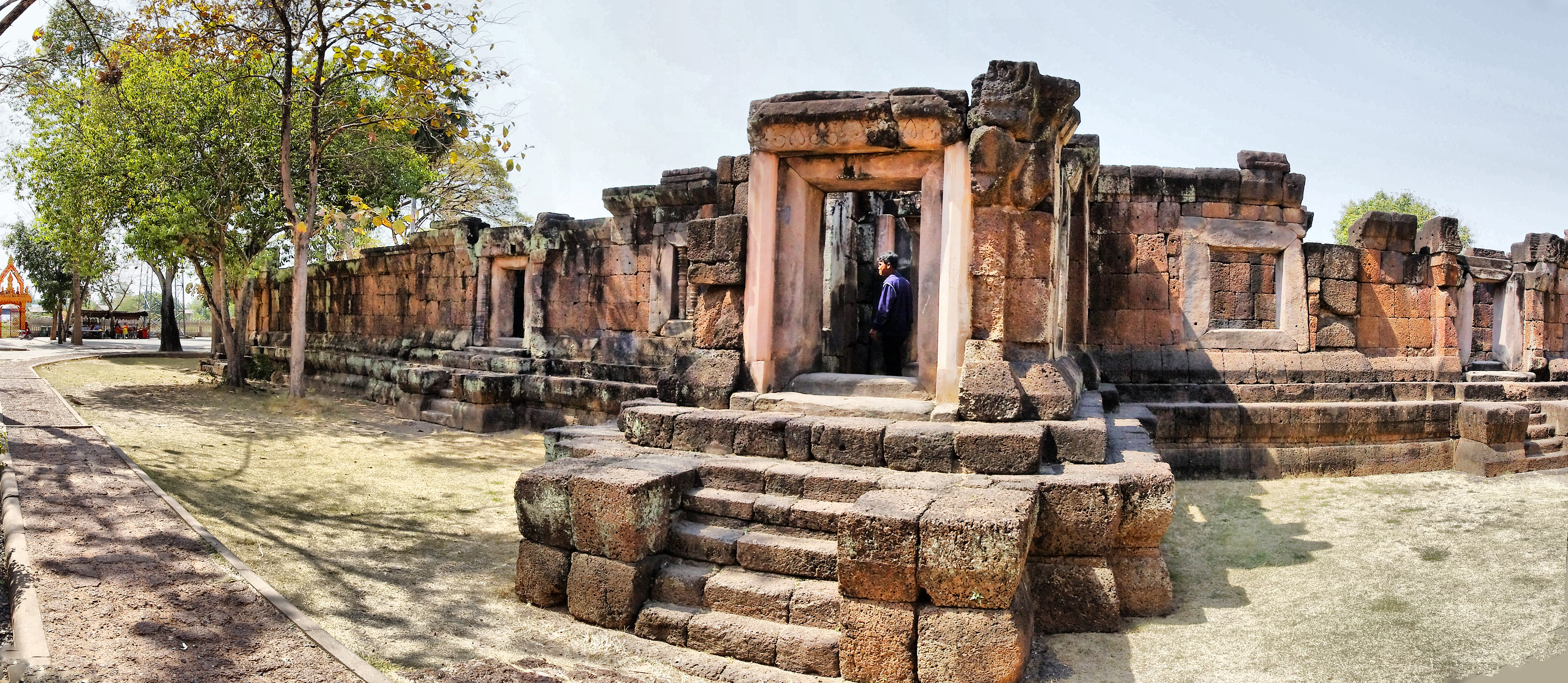
Prasat Hin Sa Kamphaeng Yai

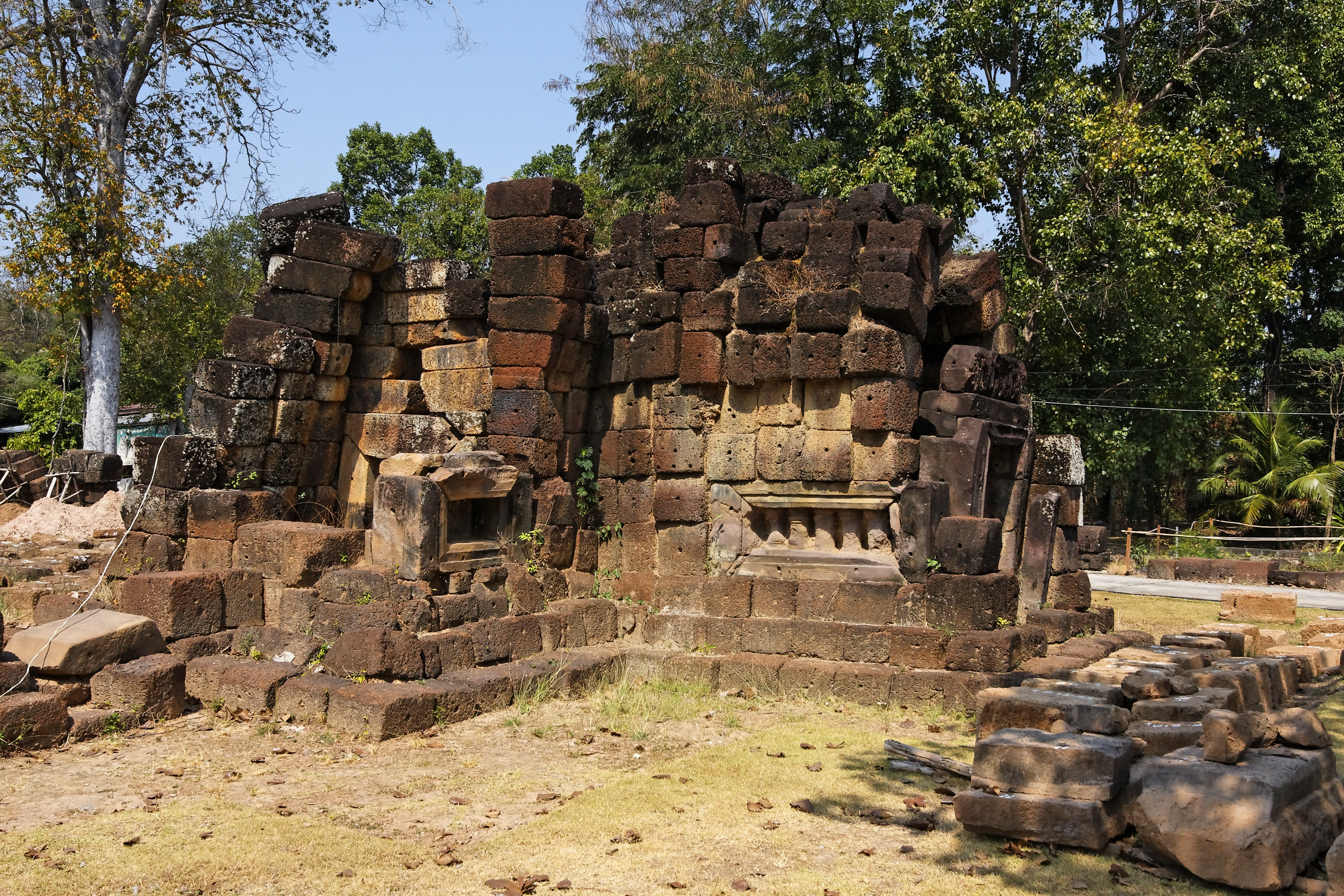
Prasat Hin Sa Kamphaeng Noi

## Sehenswürdigkeiten
- Prasat Hin Sa Kamphaeng Yai – Ruinen eines Khmer-Tempels aus dem 13. Jahrhundert
- Prasat Hin Sa Kamphaeng Noi – Ruinen eines kleinen Khmer-Prang aus dem 10. Jahrhundert

## Verwaltung

### Provinzverwaltung
Der Landkreis Uthumphon Phisai ist in 19 Tambon („Unterbezirke“ oder „Gemeinden“) eingeteilt, die sich weiter in 232 Muban („Dörfer“) unterteilen.
| Nr. | Name             | Thai        | Muban | Einw.  |
| --- | ---------------- | ----------- | ----- | ------ |
| 1.  | Kamphaeng        | กำแพง       | 09    | 10.599 |
| 2.  | I Lam            | อี่หล่ำ        | 12    | 04.091 |
| 3.  | Kan Lueang       | ก้านเหลือง    | 20    | 08.961 |
| 4.  | Thung Chai       | ทุ่งไชย       | 09    | 04.545 |
| 5.  | Samrong          | สำโรง       | 17    | 07.683 |
| 6.  | Khaem            | แขม         | 12    | 04.291 |
| 7.  | Nong Hai         | หนองไฮ      | 12    | 05.030 |
| 8.  | Khayung          | ขะยูง        | 13    | 05.273 |
| 10. | Ta Ket           | ตาเกษ       | 12    | 03.884 |
| 11. | Hua Chang        | หัวช้าง       | 11    | 04.480 |
| 12. | Rang Raeng       | รังแร้ง       | 12    | 05.262 |
| 14. | Tae              | แต้          | 08    | 02.868 |
| 15. | Khae             | แข้          | 09    | 04.596 |
| 16. | Pho Chai         | โพธิ์ชัย       | 11    | 04.840 |
| 17. | Pa Ao            | ปะอาว       | 14    | 05.034 |
| 18. | Nong Hang        | หนองห้าง     | 17    | 08.431 |
| 22. | Sa Kamphaeng Yai | สระกำแพงใหญ่ | 14    | 08.480 |
| 24. | Khok Lam         | โคกหล่าม     | 10    | 03.662 |
| 25. | Khok Chan        | โคกจาน      | 10    | 05.338 |

### Lokalverwaltung
Es gibt fünf Kommunen mit „Kleinstadt“-Status (Thesaban Tambon) im Landkreis:
- Uthumphon Phisai (Thai: เทศบาลตำบลอุทุมพรพิสัย), bestehend aus den übrigen Teilen des Tambon Kamphaeng.
- Tae (Thai: เทศบาลตำบลแต้), bestehend aus dem gesamten Tambon Tae.
- Sa Kamphaeng Yai (Thai: เทศบาลตำบลสระกำแพงใหญ่), bestehend aus dem gesamten Tambon Sa Kamphaeng Yai.
- Khok Chan (Thai: เทศบาลตำบลโคกจาน), bestehend aus dem gesamten Tambon Khok Chan.
- Kamphaeng (Thai: เทศบาลตำบลกำแพง), bestehend aus Teilen des Tambon Kamphaeng.

Außerdem gibt es 15 „Tambon-Verwaltungsorganisationen“ (องค์การบริหารส่วนตำบล – Tambon Administrative Organizations, TAO):
- I Lam (Thai: องค์การบริหารส่วนตำบลอี่หล่ำ)
- Kan Lueang (Thai: องค์การบริหารส่วนตำบลก้านเหลือง)
- Thung Chai (Thai: องค์การบริหารส่วนตำบลทุ่งไชย)
- Samrong (Thai: องค์การบริหารส่วนตำบลสำโรง)
- Khaem (Thai: องค์การบริหารส่วนตำบลแขม)
- Nong Hai (Thai: องค์การบริหารส่วนตำบลหนองไฮ)
- Khayung (Thai: องค์การบริหารส่วนตำบลขะยูง)
- Ta Ket (Thai: องค์การบริหารส่วนตำบลตาเกษ)
- Hua Chang (Thai: องค์การบริหารส่วนตำบลหัวช้าง)
- Rang Raeng (Thai: องค์การบริหารส่วนตำบลรังแร้ง)
- Khae (Thai: องค์การบริหารส่วนตำบลแข้)
- Pho Chai (Thai: องค์การบริหารส่วนตำบลโพธิ์ชัย)
- Pa Ao (Thai: องค์การบริหารส่วนตำบลปะอาว)
- Nong Hang (Thai: องค์การบริหารส่วนตำบลหนองห้าง)
- Khok Lam (Thai: องค์การบริหารส่วนตำบลโคกหล่าม)